# خانية قازان
خانية قازان (بالتترية: Qazan xanlığı؛ بالروسية: Казанское ханство) كانت دولة بلغارية - تتارية في العصور الوسطى التي احتلت أراضي فولغا بلغاريا بين 1438 و1552. الخانية غطت أراضي الجمهوريات الروسية المعاصرة التالية: تتارستان، ماري إل، تشوفاشيا، موردوفيا، أجزاء من أودمورتيا وباشكورستان؛ وعاصمتها كانت مدينة قازان.كانت واحدة من الدول التي خلفت القبيلة الذهبية، ووصل الأمر إلى نهايته عندما تم احتلالها على يد روسيا القيصرية.